# King of the Surf Guitar
 (septembre 2012).
Si vous disposez d'ouvrages ou d'articles de référence ou si vous connaissez des sites web de qualité traitant du thème abordé ici, merci de compléter l'article en donnant les références utiles à sa vérifiabilité et en les liant à la section « Notes et références ».
Albums de Dick Dale and His Del-Tones
Surfers' Choice
(1962) Checkered Flag
(1963)
King of the Surf Guitar est le second album de surf music par Dick Dale, sorti en 1963. Il comprend des titres originaux et des reprises. Sur le titre éponyme qui ouvre l'album le groupe féminin qui chante est The Blossoms (en) mené par Darlene Love

## Pistes
1. King of the Surf Guitar
2. The Lonesome Road
3. Kansas City
4. Dick Dale Stomp
5. What I Say
6. Greenback Dollar
7. Hava Nagila
8. You Are My Sunshine
9. Mexico
10. Break Time
11. Riders in the Sky
12. If I Never Get to Heaven